# 강릉농악
강릉농악(江陵農樂)은 태백산맥 동쪽 지역인 영동 농악의 대표 격으로 1985년 12월 1일에 대한민국 국가무형문화재 제11-4호로 지정된 농악을 말한다.
강릉농악은 ‘농사풀이 농악’이라고도 불리는데, 그 이유는 농경 생활을 흉내내어 재현하는 농사풀이가 있기 때문이다. 특히 농악은 일 년 내내 다양한 형태와 목적으로 많은 행사장에서 공연이 이루어지고, 공연자들과 참여자들에게 정체성을 제공하며 인류의 창의성과 문화 다양성에 기여하고, 국내외 다양한 공동체들 간의 대화를 촉진함으로써 무형문화유산의 가시성을 제고하는데 기여했다는 점을 인정받아 만장일치로 2014년 11월 27일 유네스코 인류무형문화유산으로 등재되었다.

## 유래 및 형성
강원 지역의 농악은 태백산맥을 중심으로 영서농악과 영동농악으로 구분된다. 강릉을 중심으로 행해지는 영동 농악은 태백산맥으로 인한 폐쇄성으로 각기 고유한 특성을 유지하면서 발전해왔다. 영동농악은 강원도 동해안 일대의 강릉, 삼척, 울진, 정선, 평창, 동해, 양양, 고성 등지에서 성행하여 경북 동해안 일부 지역과 함경도 지역에까지 그 영향을 미치고 있다.
강릉농악은 그 유래가 정확하게 알려져 있지 않으나 조선 성종 때 『江陵府誌(강릉부지)』,『臨瀛誌(임영지)』에 “영동지방에 농악경연이 있었는데 강릉농악이 출연되었다.”는 기록이 있으며, 일제시대에 간행된 『전승 예능 및 노래』에는 강릉 농악을 영동 농악의 본류라고 기록하고 있다.
일제 강점기에 일본의 전통문화 말살 정책에도 불구하고 강릉농악은 해방 후 1948년에 서울 동대문 운동장에서 광복경축 행사에 강릉유천동농악대가 강원도 대표로 참가하게 된 계기를 통해 부활하였으나 마을마다 있던 농악패가 70년대부터 줄어들어 1980년 초에는 박기하를 상쇠로 한 홍제동 농악패만 남게 되어 강릉농악의 명맥을 유지하였다. 그러던 중 홍제동 농악패를 이끌었던 상쇠 박기하가 사천면 하평농악을 이끌던 김용현과 연합하게 되면서 강릉농악의 새로운 길을 열게 되었다.
강릉농악은 꾸준히 전국단위 행사에 출전하여 입상해왔을 뿐만 아니라 특히 강릉단오제행사에 매번 공연함으로써 오늘날까지 그 전통적인 모습을 보존해오고 있다.

## 치배 구성 및 복장
| 치배구성      | 인 원 | 역 할 | 복 장 |
| ------------- | ----- | --- | --- |
| 기수          | 1~2명 | 기수는 상쇠 앞에서서 이동하며, 성황 굿을 할때는 가운데에서 기를 흔들고 성황 굿이 끝나면 무동뒤로 따라나가 본부석 좌측에 선다. 농기는 다른 지역보다 작고 백색바탕에 흑색글씨로"농자천하지대본(農者天下之大本)"을 중앙에 쓰고 왼쪽에 마을 농악대 이름을 쓰며 옆 부분은 검은색 삼각술을 달고 밑에는 청, 황, 홍색의 술을 길게 단다. | 바지, 저고리, 삼색 끈, 고깔 |
| 태평소        | 1명   | 기수 바로 뒤에서서 이동하며 공연시에는 본부석 우측에서 연주한다. | 바지, 저고리, 삼색 끈, 고깔. |
| 상쇠          | 1명   | 굿판의 지휘, 연출, 기획, 연행을 담당하고 가락의 순서가 넘어갈 때마다 두 손을 높게 들어 쇠를 친다. . 상쇠 채 끝에 5방색(검정, 청, 백, 적, 흑)의 너설을 단다. | 바지, 저고리, 남색쾌자, 삼색 끈, 벙거지상모.                                                                                      |
| 부쇠          | 1명   | 상쇠의 박에 맞춰 상쇠와 함께 호흡을 같이 해야한다. | 바지, 저고리, 삼색 끈, 벙거지상모.                                                                                                |
| 삼쇠          | 1명   | 부쇠의 박에 맞춰 상쇠와 함께 호흡을 같이 해야한다. | 바지, 저고리, 삼색 끈, 벙거지상모.                                                                                                |
| 징            | 2명   | 삼쇠 뒤에서 상쇠의 박에 맞춰 징을 친다. | |
| 장구          | 2명   | 징 뒤에서 쇳소리에 장단을 맞추며 오고북 놀이에서는 중앙을 돌며 북 박을 맞추고 장구통놀이를 할 때에는 장구를 양손에 들어 올려 춤을 춘다. | 바지, 저고리, 삼색 끈, 퍽을 단 상모.                                                                                              |
| 북            | 3명   | 장구 뒤에서 쇳소리에 박을 맞추고 오고북 놀이에서는 중앙을 돌며 북만 치고 농사풀이에서 "벼타작"할 때 북 2개가 "태상"이 되기도 한다. | 바지, 저고리, 삼색 끈, 퍽을 단 상모.                                                                                              |
| 소고(와 법고) | 8명   | 소고보다 작은 "미지기"라는 악기를 친다. 상소고, 소고, 끝소고, 상법고, 법고, 끝법고 순으로 이동하며 황덕굿과 지신밟기에서는 상법고가 분리되어 상법고가 법고들을 이끌고 다닌다. | 소고는 바지, 저고리, 삼색 끈, 퍽을 단 상모. (상소고는 +남색쾌자) 법고는 바지, 저고리, 삼색 끈, 벙거지 상모. (상법고는 + 남색쾌자) |
| 무동          | 8명   | 무동패도 법고치배와 소고치배같이 상무동, 끝무동으로 구분하여 상무동은 끝법고 뒤를 따라가다 황덕굿, 지신밟기에서는 상무동이 무동패를 이끌고 다녀야한다. | 붉은치마, 노랑저고리, 남색쾌자, 삼색끈, 고깔. (고깔은 두꺼운 종이를 네모로 접어서 만들고 30~40개의 꽃을 단다.)                    |
| 열두발 상모   | 1~3명 | 옛날에는 12발상모치배가 따로 있었으나 지금은 법고치배들이 12발상모할 때만 밖으로 나와 12발상모를 쓰고 들어가서 상모놀이를 한다. | |

## 종류

### 지신밟기(고사반, 덕담고사)농악
덕담고사를 지내는 지신밟기는 정월 대보름부터 약 3일에서 4일간에 걸쳐 행해진다. 지신밟기를 시작하기 전인 음력 14일 밤에 ‘서낭님 서낭님 동구밖에 서낭님’이라는 사설과 함께 서낭굿을 친다. 그리고 정월 보름이 되면 서낭기를 들고 집집마다 돌며 문굿을 치고 고사반(덕담고사)를 하고 마당굿을 치기 시작하는데 규모가 큰 집에서는 마당굿으로 멍석말이, 황덕굿, 진놀이, 농사풀이, 자매놀이, 조왕굿, 성주굿, 측간굿, 우물고사, 장독굿 등을 하며 집안 구석구석을 누비는 것에 반해 규모가 작은 집에서는 마당굿을 치지 않고 고사만지낸다.

### 정월대보름(달맞이, 다리밟기)농악
강릉지역에는 정월 대보름에 지신밟기와 함께 달맞이와 다리 밟기를 하는 많은 마을이 있다. 월호평, 산대월, 월미골 등 달과 관련된 지명도 있을 정도로 달과 친숙한 강릉에서는 보름달이 뜨기 전에 농악과 횃불을 들고 산에 올라가 달맞이제를 지내며 마을의 안녕과 풍년을 기원했다. 달맞이 제에 올라가지 못한 사람들은 짚 앞에 삼꼬리, 머리카락을 태우는 횃불을 집 앞에 두고 잡귀의 침입을 예방하기도 했다. 달맞이 제를 마치고 마을 사람들은 농악을 치며 마을로 내려와서 다리밟기를 하였는데 마을에 따라서는 내를 사이에 둔 이웃마을끼리 먼저 다리를 밟기 위해 싸우기도 하였다. 먼저 다리를 밟으면 마을에 풍년이 들고 질병이 창궐하지 않는다는 믿음 때문이었다고 한다. 강릉지역에서의 다리밟기와 횃불 풍습은 정월 대보름뿐만 아니라 2월 좀상날 (음력 2월 6일)에도 행해졌으며 2월 좀상날 행해지는 다리밟기와 횃불놀이는 한해의 농사를 점치는 것으로 주로 사천 하평리에서 전해져 내려왔다고 한다.

### 2월 답교농악
2월 답교농악은 사천면 하평리에서 전해내려오는 2월 좀상날(음력 2월 6일)의 풍습으로 주로 사천 답교 농악대가 전승하였다. 좀상날에 마을사람들이 횃불을 들고 모두 모여 다리밟기를 하면서 농악을 치는 풍습으로 마을의 우환을 없애고 풍년을 기원하는 행사였다. 좀상날 다음 날부터는 농사 일이 시작되므로 좀상날은 농사일에 힘쓰기 시작하는 마지막 날로서 마을사람들이 모여 먹고 마시고 노는 날이었다. ‘좀상’이라는 것은 음력 2월 초에 좀생이별을 보다 1년동안의 농사일과 신수를 점치는 풍속으로서 좀생이 별이 배가 부르면 달을 멀리 따라가고 배가 고프면 달을 가까이 따라간다고 생각하여 좀생이 별과 달 사이의 거리가 멀면 그해 농사는 풍년이고 반대로 거리가 가까우면 흉년이라고 보아 점을 쳤다. 예전 좀상 날에는 마을에서 집집마다 쌀을 조금씩 모아 만든 막걸리인 “좀상주”를 ‘초군방’또는 ‘도방’에 모인 농악대에게 주고 마시게 하였다고 한다. 좀상날 꼬마들이 집집마다 돌아다니며 장작을 모아 횃불을 만들면, 이른 저녁을 먹고 여러 마을 사람들이 사천 앞에 놓인 다리에 모여 횃불을 밝히고 있다가 “떴다”라는 신호와 함께 마을의 장정들이 다리에 먼저 도착하기 위한 달리기를 시작한다. 먼저 도착한 사람들은 다른 마을 사람들이 다리 위로 올라오지 못하게 몸싸움을 벌이고 이렇게 다리를 차지하려는 행위는 풍년을 기원하는 종교 행사이자 놀이였다고 한다. 근래에는 다리 중간에서 동해를 향해 제사를 지내는데, 제사 후에는 농악대와 마을 사람들이 판굿을 하며 밤새 논다.

### 걸립굿
걸립굿이란 지역의 공금을 걷기위해 결성한 걸립패가 하는 굿으로 “걸궁” 혹은 “글립굿”이라고 하기도 한다. 예전에는 “사찰걸립”, “서낭걸립”, “다리걸립”, “서당걸립”등을 하였는데 “다리 걸립”만 많이 남았다고 한다. 다리 걸립은 그 마을 자체 내에서 이루어지며 걸립굿을 시작하기 전에 서낭기를 앞세워서 서낭을 모시러 간다. 서낭굿을 치고 제사를 지내고 마당굿을 친다. 서낭굿을 한 다음날부터 걸립을 시작하는데 걸립을 하러 다른 마을에 들어가면, “인사굿”을 치고 동네 큰 마당에서 걸립패 먼저 치고 그 마을 농악대가 뒤에 친다. 그 뒤엔 집집마다 다니며 고사굿을 쳐주고 쌀을 받았다.

### 화전놀이
예전에는 봄 농사를 끝내고 모심기를 하기 전에 봄 농사의 품삯 계산을 하고 마을 마다 경포대나 경포 솔밭, 시루봉, 화부산, 월대산 등으로 화전놀이를 갔다. 경치 좋은 곳에서 풍물을 치며 여름 농사 시작 전의 여유를 즐겼는데, 이 화전놀이는 오늘날 경포대 벚꽃놀이 축제로 계승되었다. 

### 질먹기(두레농악)
모를 심거나 김을 맬 때 두레를 조직하는 것을 강릉지역에서는 “질을 짠다.”고 한다. 기수, 날라리, 쇠 2명, 징 1명, 장구 1명, 북 1명으로 구성된 두레패는 들에 나가고 들어올 때 농악을 친다. 모심기와 김매기가 끝나면 하루 날을 잡아 음식을 장만하여 풍물을 치며 즐기는 데 이것을 “질먹는다”고 한다. 이 때 차리는 상을 “질상”이라고 하는데 농악대의 회장이 주관하여 회장은 모내기와 김매기에 동원된 사람들의 품삯계산이 확실하게 다 되었는지 점검하면서 농사일의 규모와 논 주인의 형편을 고려하여 적당한 양의 술과 음식을 가져오도록 한다. 그러면 각자의 집에서 마을에서 정해진 장소로 질꾼을 먹일 음식을 가져와 질상을 차린다. 모내기 후의 질먹기는 이틀에서 사흘정도 먹고 김맨 후 질먹기는 닷새에서 엿새정도 먹고 놀기 때문에 질상은 며칠 동안 놀면서 먹을 만큼 거두어 들인다.

### 뱃놀이
7월 이후에 여름 농사가 마무리되면 배위에서 뱃놀이를 하는데, 뱃놀이를 하면, 질먹기의 연장선상에서 두레 조직이 해체되는 것을 의미하기 때문에 사실상 두레농악의 마지막 행사이다.

### 마당굿(판굿)
앞서 언급하였지만 마당굿은 걸립패나 두레패 등이 넓은 마당에서 갖가지 가락을 치며 순서대로 기예를 겨루는 것으로서 주로 규모가 큰 집에가서 굿을 칠 때와 화전놀이 할 때, 질 먹을 때 행해진다. 마당굿은 다른 굿들과 달리 종교적인 의미나 의식적인 의미보다는 구경꾼들에게 보여주기 위한 유희적 측면이 강하다. 예전의 마당굿 진풀이는 정방형, 체조대형, ㄷ자형 멍석말이, 오방진 등이 있어 다른 지역의 농악과는 달리 전투적인 측면이 보이는데, 이것은 강릉지역이 산악지대가 많아서 마을을 돌기 위해서 산을 넘어가야하는 경우가 많았기 때문이라고 추정된다. 형식에 있어 강릉농악의 마당굿은 단체적인 놀이를 위주로 한 무동들의 춤과 동고리, 농사일을 흉내내는 연극적인 요소를 가진 농식풀이를 한다는 것이 특징적이다.

#### 마당굿 놀이과장
놀이과장은 보통 12과장으로 이루어져 있으나 마을마다 조금씩 다르다.
- 두루치기
- 성황 모시기
- 멍석말이
- 지신밟기
- 황덕굿(법고, 소고, 무동)
- 농식놀이 : 소고, 법고, 무동들이 1년동안 진행되는 농사일을 흉내내는 놀이과장. 가래질, 논갈이, 씨뿌리기, 모판누르기, 모찌기, 모심기, 김매기, 콩심기, 벼베기, 벼광이기, 타작하기, 벼모으기, 방아찧기로 구성된다.
- 자매놀이
- 오고북놀이
- 굿거리
- 동고리받기 (삼동고리)
- 열두 발 상모돌리기
- 장구통놀이
- 여흥놀이

물방아놀이, 거북이놀이, 소몰이놀이, 길군악, 땅재주, 무동놀이, 동고리받기 등은 고도의 기능이 연마되어야 할 수 있는 특이하고 어려운 과장들이다.

#### 마당굿 놀이순서
- 인사굿(입장) → 두루치기(발맞추기) → 성황모시기 → 칠채 멍석말이 → 오방 지신밟기 → 황덕굿 → 농사풀이(농식놀이) → 자매놀이 → 오고북놀이 → 굿거리 → 동고리 받기(삼동고리) → 열두 발 상모 → 장구통 놀이 → 여흥놀이 → 뒤풀이

## 수상실적
강릉농악은 전국민속예술경연대회의 제2회(1961,서울), 제10회(1969,대구), 제13회(1972,대전), 제14회(1973,청주)에 출전하여 공로상과 장려상을 받았고 제18회(1977,수원)에서는 강릉농악의 한 형태인 평창 백옥포 농악이 출전하여 문공부장관상을 받았으며 제19회(1978,춘천)에서는 박기하가 상쇠를 맡은 평창농악이 출전하여 국무총리상을 받았다. 강원민속예술경연대회에서는 제1회(1983,원주)에 강릉홍제농악이 출전, 제3회(1985,속초)에는 명주하평답교농악이 출전하는 등 2004년 제21회(2004,동해)까지 강릉농악은 16회 출전하여 8회를 수상하였다.
| 수 상 년 도       | 수 상 내 역                              | 장 소  | 참 여 단 체      | 주 체       |
| ----------------- | ---------------------------------------- | ------ | ---------------- | ----------- |
| 1961년            | 제2회 전국민속예술경연대회 공로상        | 서울   | 강원농악         | 문화공부부  |
| 1969년            | 제10회 전국민속예술경연대회 장려상       | 대구   | 강원농악         | 문화공부부  |
| 1972년            | 제13회 전국민속예술경연대회 공로상       | 대전   | 강원농악         | 문화공부부  |
| 1973년            | 제14회 전국민속예술경연대회 공로상       | 청주   | 강원농악         | 문화공부부  |
| 1977년            | 제18회 전국민속예술경연대회 문공부장관상 | 수원   | 백옥포농악       | 문화공부부  |
| 1978년            | 제19회 전국민속예술경연대회 국무총리상   | 춘천   | 평창농악         | 문화공부부  |
| 1981년            | 제22회 전국민속예술경연대회 장려상       | 인천   | 강릉대보름농악   | 문화공부부  |
| 1982년 6월 ~ 현재 | 강릉농악경연대회                         | 단오장 | 14개마을농악     | KBS강릉방송 |
| 1985년 9월 20일   | 제26회 전국민속예술경연대회 문공부장관상 | 강릉   | 명주하평답교농악 | 문화공부부  |

## 명예보유자
| 성명   | 성별 | 생년월일 | 기.예능 | 주소                   | 지정일자   | 해제일자   | 해제사유 |
| ------ | ---- | -------- | ------- | ---------------------- | ---------- | ---------- | -------- |
| 박기하 | 남   | 1920.4.7 | 상쇠    | 강원 강릉시 내곡동 *** | 1985.12.01 | 2017.04.19 | 사망     |

## 참고 자료
- 강릉농악 - 국가유산청 국가유산포털